# خطاف كروكي
الخطاف الكروكي هو خطاف كروشيه ذو نهايات مزدوجة يستخدم في صناعة الكروشيه على الوجهين. يُطبق الخطاف الكروكي استخدام خطاف طويل ذو نهايتين، والذي يسمح للصانع بالعمل على غرز أو إيقافه من أي من الطرفين. نظرًا لأن للخطاف نهايتين، يمكن استخدام لونين متناوبين للخياطة في وقت واحد والتبديل بينهما بحرية، والعمل على حلقات. يتم تسويق الحرف اليدوية التي تستخدم خطافًا ذو نهايتين تجاريًا كـ خطاف كروكي وكروشينت. الخطاف الكروكي هو نوع مختلف من الكروشيه التونسي ويظهر أيضًا أوجه التشابه مع الغرز الأفغانية المستخدمة في صناعة الأوشحة الأفغانية، ولكن النسيج عادة ما يكون أكثر ليونة وذا مرونة أكبر.

## روابط خارجية
- A Cro-Hooking Tutorial